# Herochroma mansfieldi
Herochroma mansfieldi är en fjärilsart som beskrevs av Louis Beethoven Prout 1939. Herochroma mansfieldi ingår i släktet Herochroma och familjen mätare. Inga underarter finns listade i Catalogue of Life.